# David Pearson
Pour les articles homonymes, voir Pearson.
Statistiques en NASCAR Cup Series
Dernière mise à jour : 13 novembre 2018 
David Gene Pearson est un pilote américain de NASCAR né le 22 décembre 1934 à Whitney (Caroline du Sud) près de Spartanburg et mort le 12 novembre 2018 à Spartanburg.

## Carrière
David Pearson participe à 28 saisons de NASCAR entre 1960 et 1989 et remporte le championnat Grand National à 3 reprises en 1966, 1968 et 1969. Il totalise 105 victoires et 366 top 10.

## Identité visuelle

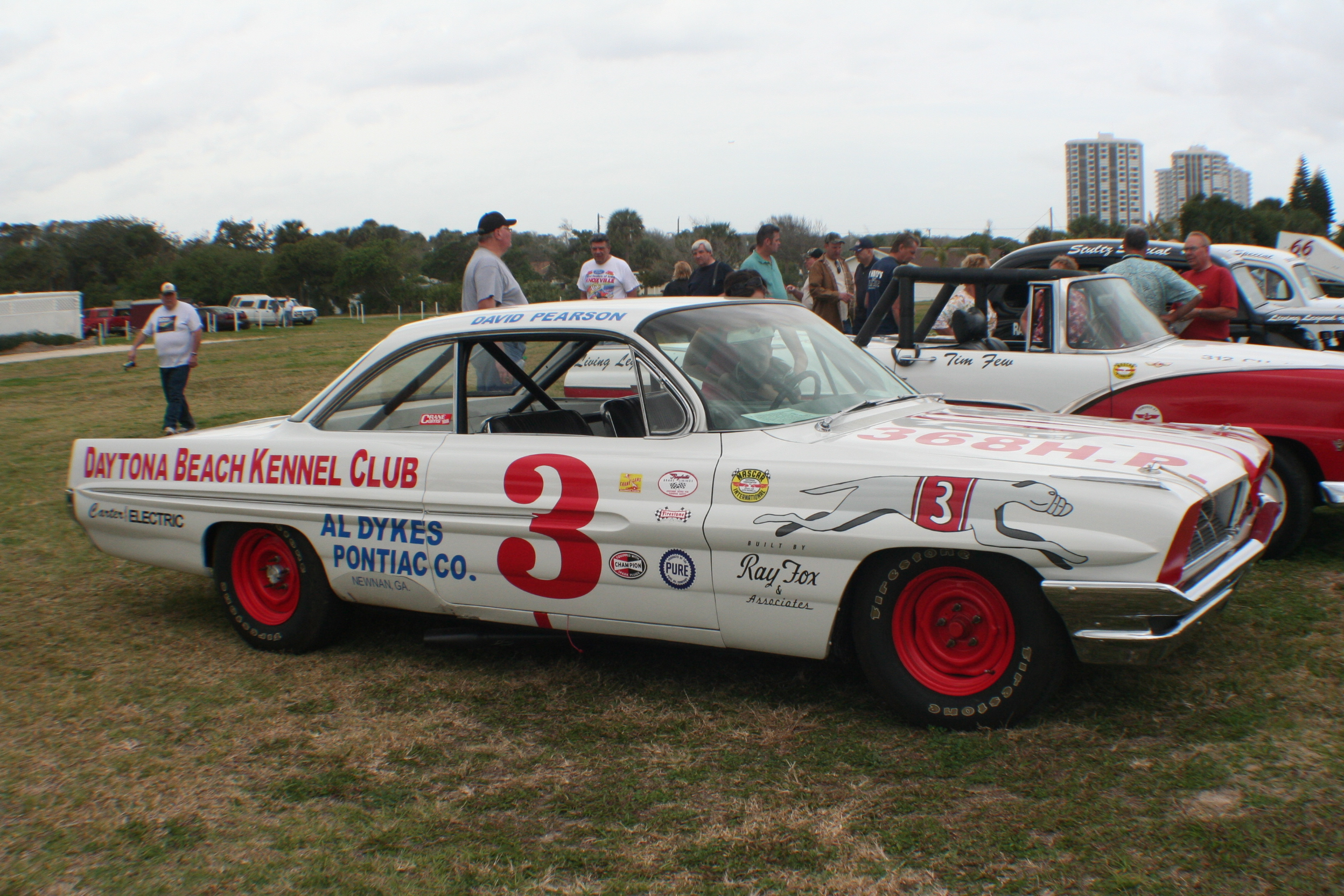
Pontiac de David Pearson préparé par Ray Fox en 1961.